# Unaccustomed As We Are
Unaccustomed As We Are is een Amerikaanse korte film uit 1929, met in de hoofdrollen het duo Laurel en Hardy. Andere rollen worden vertolkt door Mae Busch, Edgar Kennedy, en Thelma Todd.
De film is bekend vanwege het feit dat het de eerste geluidsfilm van Laurel en Hardy was. Voorheen waren de twee enkel bekend van stomme films. De titel van de film is een referentie naar het Engelstalige cliché "Unaccustomed as we are to public speaking ...", waarmee aangegeven wordt dat ze nog onervaren zijn met het toespreken van het publiek. De titel kan echter ook slaan op de onhandigheid van de twee.

## Verhaal
Oliver nodigt Stanley uit voor een diner bij hem thuis, zonder dit eerst te overleggen met zijn vrouw. Wanneer ze dit ontdekt, loopt ze kwaad weg. Olivers buurvrouw biedt daarom aan hem te helpen met het klaarmaken van het diner, maar Oliver en Stanley laten alles in het honderd lopen. Dit brengt hen al snel in conflict met de buurman, een politieagent.

## Rolverdeling
| Acteur        | Personage       |
| ------------- | --------------- |
| Stan Laurel   | Stanley         |
| Oliver Hardy  | Oliver          |
| Edgar Kennedy | agent Kennedy   |
| Mae Busch     | mevrouw Hardy   |
| Thelma Todd   | mevrouw Kennedy |

## Achtergrond
- De opnames vonden plaats in de pas gebouwde Tonstudio van Hal Roach.
- De soundtrack van de film raakte na de première zoek en was bijna 50 jaar spoorloos. Pas in de jaren 70 werd hij teruggevonden. In de tussentijd werd de film daarom ook uitgebracht in een tot 18-minuten ingekorte geluidloze versie.
- Deze film introduceerde Hardy’s bekende catchphrase "Why don't you do something to help me!" (waarom doe je niks om me te helpen!).

- De plot van "Unaccustomed As We Are" diende als basis voor de lange film Block-Heads uit 1938.